# センゾ・メイワ
センゾ・ロバート・メイワ(Senzo Robert Meyiwa, 1987年9月24日 - 2014年10月26日)は南アフリカ共和国の元サッカー選手。ポジションはGK。
生前は、長年にわたってオーランド・パイレーツFCに所属していたフランチャイズ・プレイヤーだった。また近年は南アフリカ共和国代表でも活躍していた。

## 来歴
南アフリカ共和国・ダーバン出身。2002年にオーランド・パイレーツFCのユースチームに所属し、キャリアをスタートさせた。2005年よりオーランド・パイレーツFCに所属すると、以後チームの中心選手として欠かせない存在になっていた。
南アフリカ代表としては、2013年6月2日のレソト戦でデビュー（2-0で勝利を収めた）。アフリカネイションズカップ2013にも招集されたが、出場機会は無かった。しかし、アフリカネイションズカップ2015予選にも招集され、主将に指名された。4試合に出場し、強豪のナイジェリアやコンゴ共和国（2014年10月15日。結果的に南アフリカ代表において最後の試合となってしまった。）を無失点に抑えて引き分けに持ち込むなど、健闘していた。
クラブの方でも、プレミアサッカーリーグで2回（2010-11，2011-12シーズン）の優勝，ネドバンク・カップにおいて2011年大会で15年ぶりの優勝に貢献。2014年の同大会では、10月25日の準々決勝でアヤックス・ケープタウンFC相手に好守を見せ、4-1の勝利に貢献していた。これが生涯最後の試合となった。

## 悲劇の射殺事件
アヤックス・ケープタウン戦の翌日（10月26日）、ヨハネスブルグ近郊のヴォスルーラスにある恋人の家を訪れていた時に悲劇は起きた。現地時間20時頃、住宅に突如3人組の男が押し入り、うち2人が家の中に入って携帯電話を要求。メイワが拒否すると、男はいきなり発砲したという。男は強盗目的で押し入ったと言われている。病院に運ばれたが、既に即死の状態だった。27歳没。高い人気を誇り、将来を期待されていただけに国内外から彼を惜しむ声が続々と挙がっている。また、11月1日に予定されていたカイザー・チーフスFCとの一戦（南アフリカ共和国では、ソウェト・ダービーと呼ばれている）は延期となった。

## 所属クラブ
- 2002-2005  オーランド・パイレーツFC（ユース）
- 2005-2014  オーランド・パイレーツFC